# Chausath-Yogini-Tempel (Bhedaghat)

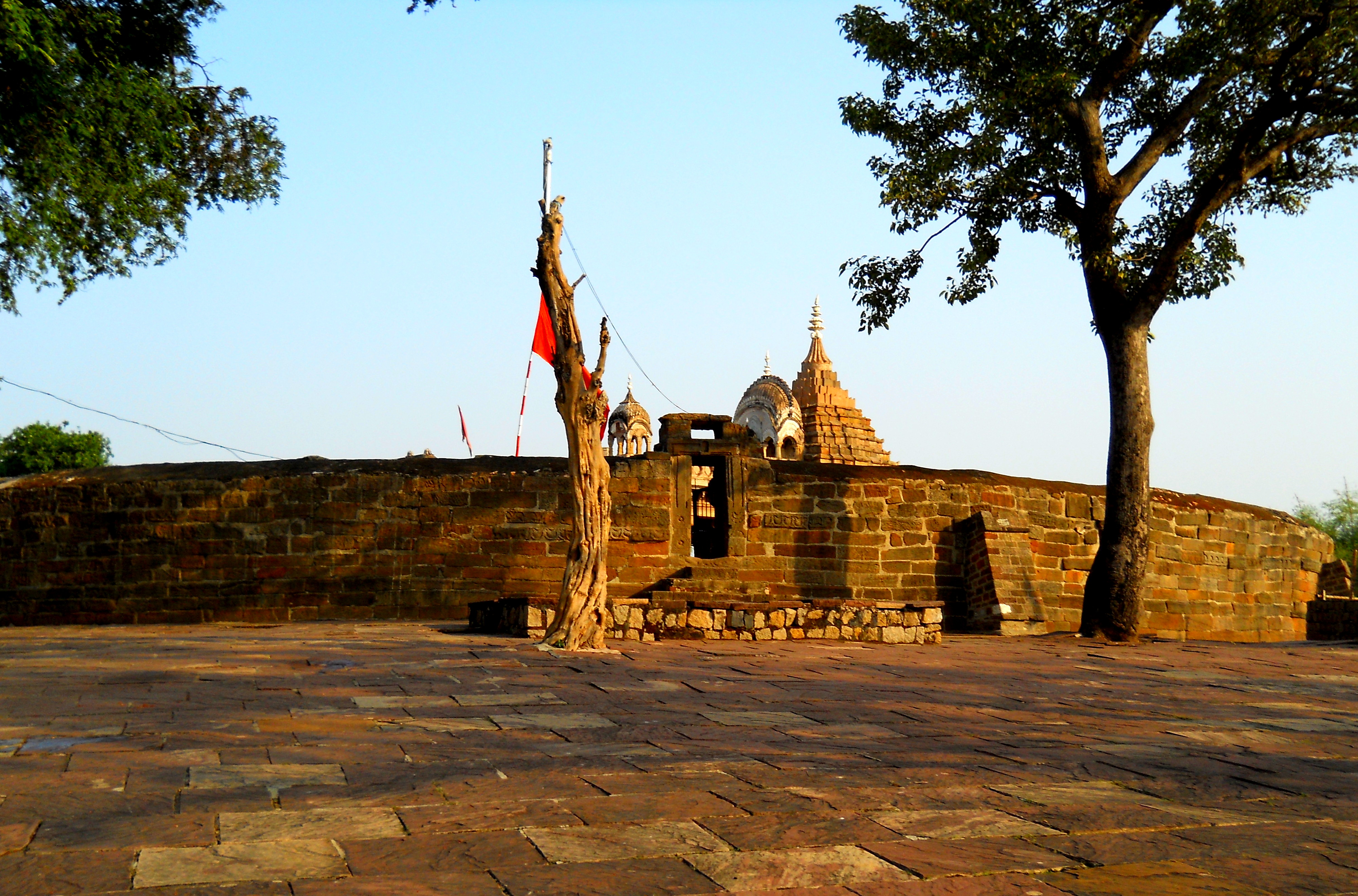
Yogini-Tempel von Bhedaghat bei Jabalpur, Madhya Pradesh

Der Chausath-Yogini-Tempel von Bhedaghat (auch Bheraghat) bei Jabalpur im Bundesstaat Madhya Pradesh ist der größte seiner Art in Indien. Er müsste eigentlich Ekasiti-Tempel heißen, denn er verfügt über 81 Nischen zur Aufnahme von Yogini-Statuen anstelle der sonst üblichen 64 (= Chausath).

## Lage
Der Yogini-Tempel von Bhedaghat befindet sich unweit der etwa 18 km westlich von Jabalpur gelegenen gleichnamigen Ortschaft, die ihrerseits wiederum in der Nähe der sogenannten Marble Rocks, einem vor allem in der Monsunzeit vielbesuchten Felsdurchbruch des Narmada-River, gelegen ist. Der Tempel erhebt sich auf einer etwa 360 m hohen Anhöhe etwas außer- und oberhalb der Ortschaft.

## Geschichte

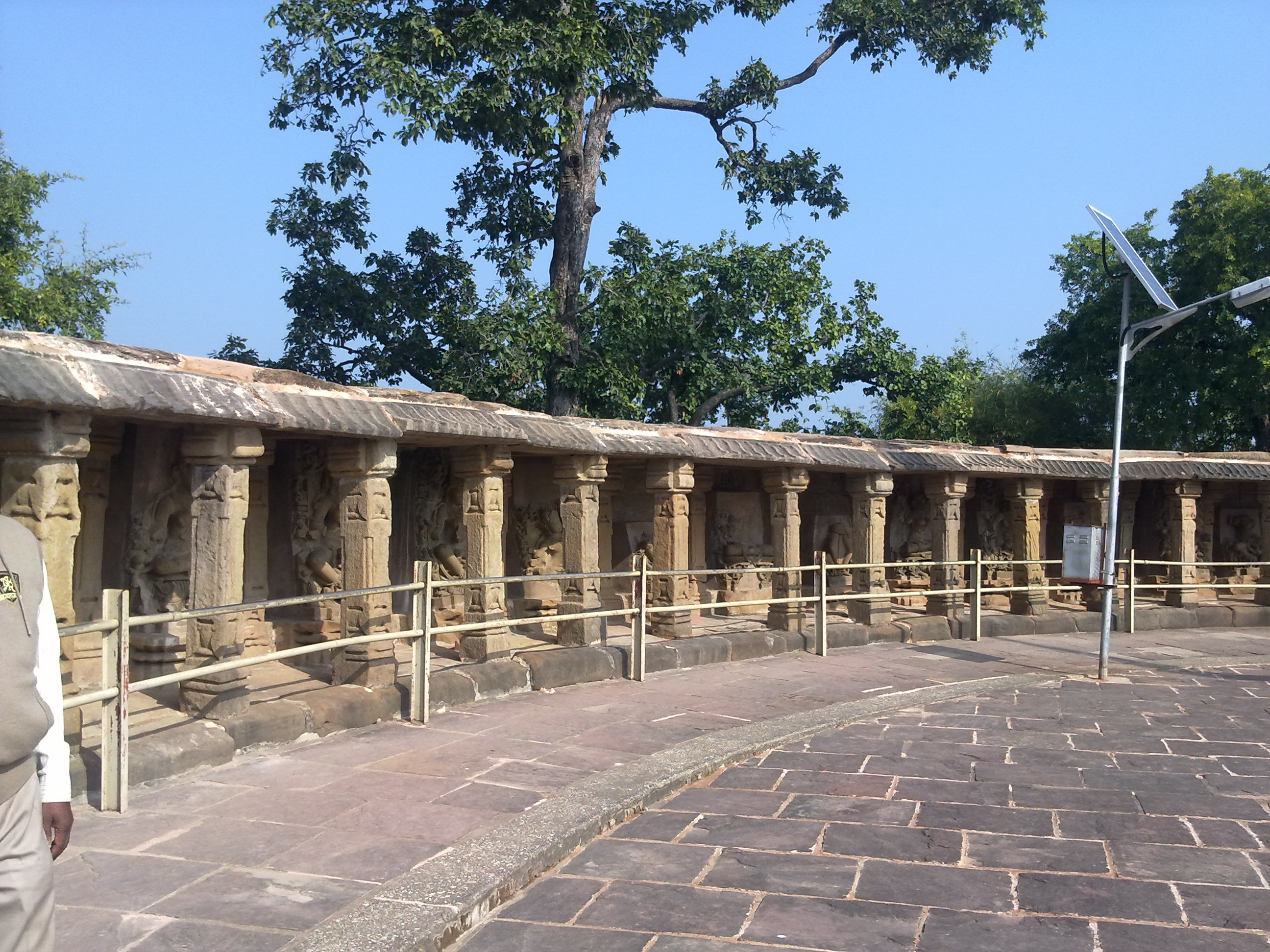
Innenhof

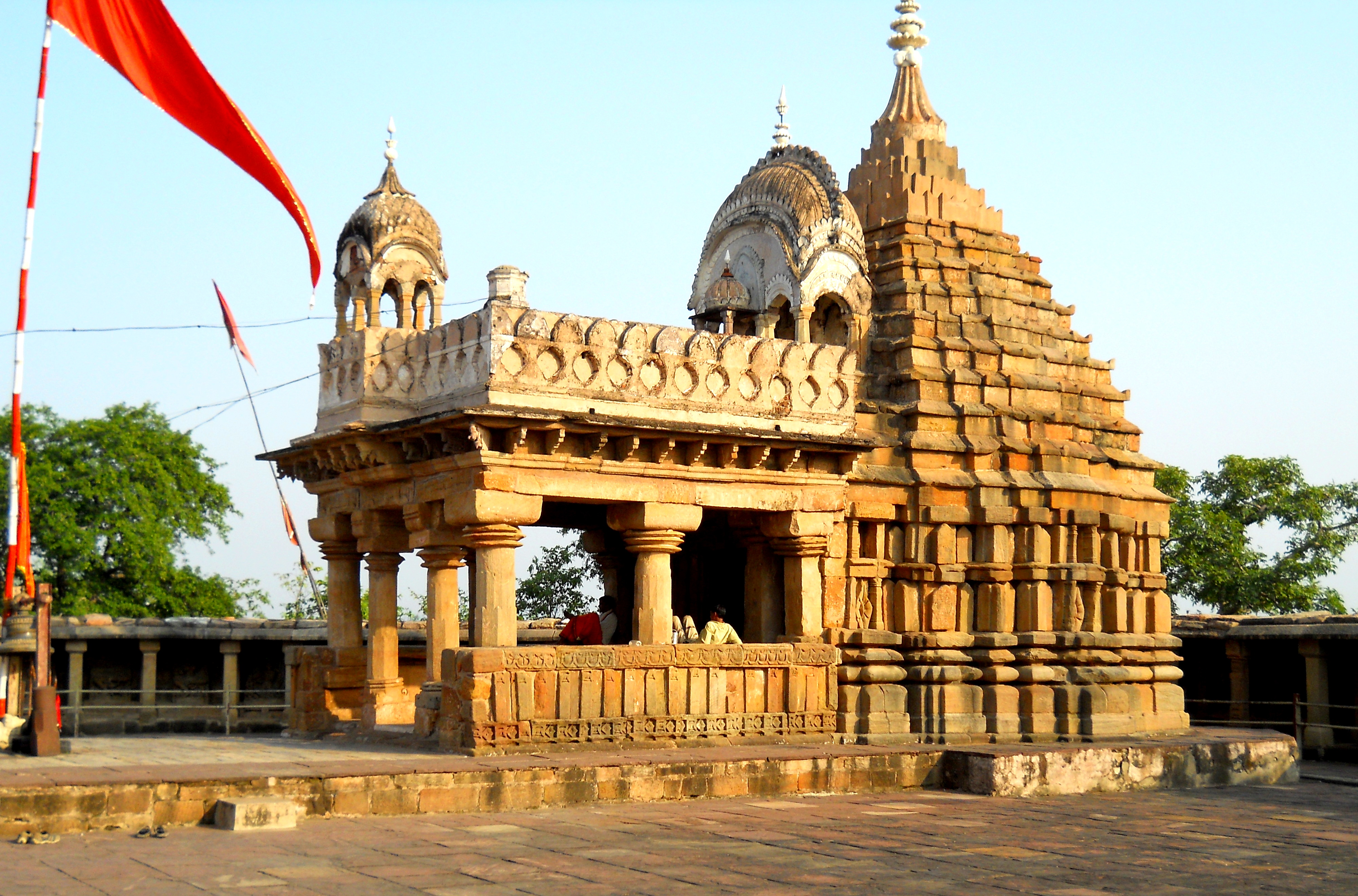
Shiva-Tempel

Über die Baugeschichte und die Auftraggeber des Tempels ist nichts Genaues bekannt. Aus einer Inschrift, die einen Königsnamen enthält, kann jedoch auf ein Entstehungsdatum um das Jahr 1000 geschlossen werden. In der Zeit des islamischen Vordringens im Norden Indiens wurden die Statuen zertrümmert, mindestens aber stark beschädigt.

## Architektur
Der im Äußeren vollkommen schmucklose und ungegliederte Tempel hat einen Durchmesser von über 38 m (125 Fuß); im Innern befindet sich eine weite kreisrunde Hoffläche mit einem Shiva-Tempel (Gauri-Shankar-Mandir) mit Vorhalle (mandapa) und Turmaufsatz (shikhara). An den Innenwänden der Außenmauer befinden sich 81 Nischen, in denen ehemals etwa 1,10 m hohe Statuen von ausnahmslos weiblichen Halbgottheiten (Yoginis) aufgestellt waren, die jedoch größtenteils verschwunden oder stark beschädigt sind. Davor befindet sich ein von Pfeilern getragener überdachter Umgang, der die Besucher sowohl vor der Sonneneinstrahlung als auch vor Regen schützte.
Die Grundstruktur des – möglicherweise kurze Zeit später hinzugefügten und geringfügig aus der Mitte gerückten – Gauri-Shankar-Tempels ist recht einfach und schmucklos gehalten. Nach Zerstörungen durch den Islam wurde der komplette Tempel im 18. Jahrhundert erneuert: Das Flachdach der Vorhalle (mandapa) erhielt eine zinnengeschmückte Brüstungsmauer sowie pavillonartige Aufbauten (chhatris) im Stil der Mogul-Architektur mit Bengalischen Dächern. Das Äußere der Cella (garbhagriha) ist stark gegliedert (ratha), aber vollkommen schmucklos; der pyramidale Aufbau ist mehrfach abgestuft, was eher dem südindischen Dravida-Stil (vimana) entspricht. Auch das Innere des Tempels ist schmucklos und enthält einen Shiva-Lingam sowie eine Statue des Gottes mit seiner Gemahlin Parvati auf einem Nandi-Bullen reitend.